# Dirk Nowitzki
Dirk Nowitzki, né le 19 juin 1978 à Wurtzbourg en Allemagne, est un joueur allemand de basket-ball ayant évolué toute sa carrière dans l'équipe NBA des Mavericks de Dallas. L'ailier fort de 2,13 m est un joueur polyvalent capable de marquer à l'intérieur comme à l'extérieur. Il est le meilleur marqueur de l'histoire de la franchise de Dallas, avec plus de 30 000 points en carrière. Lors de la saison NBA 2015-2016, il dépasse Michael Jordan au nombre de points inscrits pour une même franchise, ce qui fait de lui le troisième meilleur scoreur pour une même équipe. Après avoir échoué en Finales NBA en 2006, il remporte son premier titre de champion NBA en 2011, à presque 33 ans. Il est également nommé MVP des Finales. Meilleur joueur de la saison 2006-2007, il est présent à quatre reprises dans le premier cinq de la ligue, All-NBA First Team.
Il est le sixième joueur à avoir atteint la barre des 30 000 points en carrière et le premier européen à rentrer dans ce club très sélect. Il représente également à de nombreuses reprises sa sélection nationale dans les compétitions internationales, obtenant une médaille de bronze lors du championnat du monde 2002 et une médaille d'argent lors du Championnat d'Europe 2005. Lors de ces deux compétitions, il est honoré du titre de MVP (meilleur joueur).

## Jeunesse
Né à Würzburg, en Allemagne, Dirk Werner Nowitzki est issu d’une famille sportive : sa mère Helga Nowitzki (née Bredenbröcker) était une joueuse de basket-ball professionnelle et son père Jörg-Werner était un handballeur représentant l’Allemagne au plus haut niveau international. Sa sœur aînée Silke Nowitzki, championne locale d’athlétisme, est également devenue une joueuse de basket-ball et travaille maintenant pour la NBA à la télévision.
Il a d’abord joué au handball et au tennis. Il a réussi à devenir un joueur de tennis junior classé dans le circuit de la jeunesse allemande, mais il fut surnommé de "monstre" à cause de sa taille et s'est finalement tourné vers le basket-ball. Après avoir rejoint le club local, le DJK Würzburg, le jeune homme de 15 ans a attiré l’attention de l’ancien joueur de basket-ball international allemand, Holger Geschwindner, qui a immédiatement repéré son talent et lui a proposé de l’entraîner individuellement deux à trois fois par semaine. Après avoir obtenu l’approbation de Nowitzki et de ses parents, Geschwindner l'a initié à un programme d’entraînement peu orthodoxe : il a mis l’accent sur le tir et les exercices de passe, tout en évitant les entraînement de musculation et de mise en place tactique.
Un an plus tard, l’entraîneur a été impressionné par les progrès de Nowitzki qu’il lui a conseillé d’entrer dans un programme de formation à temps plein, en choisissant la voie d'une potentielle carrière internationale. Geschwindner lui a permis de s’entraîner sept jours par semaine avec les joueurs du DJK Würzburg et les futurs internationaux allemands Robert Garrett, Marvin Willoughby et Demond Greene. À l’été 1994, Nowitzki, alors âgé de 16 ans, fait son entrée dans l'équipe principale du DJK.

## DJK Würtzburg (1994-1998)
Lorsque Nowitzki a rejoint l’équipe, DJK jouait dans la ligue de niveau 2 de l’Allemagne, la 2. Basketball-Bundesliga. Il a d'abord joué dans un rôle d'attaquant extérieur plutôt que dans un rôle de pivot intérieur pour utiliser ses compétences de tir. Au cours de la saison en 1994-1995, le DJK a terminé sixième sur 12 équipes ; Nowitzki a souvent été mis sur le banc et a dû composer avec de mauvaises notes scolaires, ce qui l’a obligé à étudier plutôt qu’à travailler sur son jeu. Au cours de sa deuxième saison en 1995-1996, Nowitzki s’est imposé comme un titulaire à côté de la vedette finlandaise Martti Kuisma et est rapidement devenu un marqueur régulier à deux chiffres après que l’entraîneur national allemand de basket-ball, Dirk Bauermann, l’a vu marquer 24 points dans un match du DJK, il a déclaré par la suite que « Dirk Nowitzki est le plus grand talent du basket allemand des 10 ou 15 dernières années ».
Au cours de la saison 1996-1997, Nowitzki a accumulé en moyenne 19,4 points par match et a mené DJK à la deuxième place de la saison régulière, mais n’a pas pu aider son équipe à obtenir une promotion dans la division supérieure. Au cours de la saison 1997-1998, Nowitzki doit partir pour son service militaire obligatoire au sein de la Bundeswehr qui a duré du 1er septembre 1997 au 30 juin 1998. À son retour, il termine meilleur marqueur avec 28,2 points par match. Au cours des séries éliminatoires de promotion, l'équipe du DJK gagne une promotion pour atteindre le niveau supérieur et Nowitzki a été élu « Basketteur allemand de l'année » par le magazine allemand « BASKET ».
À l’étranger, les progrès de Nowitzki ont été remarqués. L’adolescent a participé au Nike Hoop Heroes Tour, où il a joué contre des stars de la NBA comme Charles Barkley et Scottie Pippen. Dans un match de 30 minutes, Nowitzki a battu Barkley et a même dunké sur lui, ce dernier fait des éloges sur le jeune Allemand par la suite. Le 29 mars 1998, Nowitzki a été choisi pour jouer dans le Nike Hoop Summit, évènement permettant aux jeunes talents mondiaux de s'exprimer. Dans un match entre les talents américains et les talents internationaux, Nowitzki a marqué 33 points sur 6 des 12 tirs, avec 14 rebonds et 3 interceptions pour les internationaux et a devancé les futurs joueurs américains de la NBA comme Rashard Lewis et Al Harrington. Il a impressionné par une combinaison de rapidité, de maniement de balle et de distance de tir, et à partir de ce moment, une multitude de clubs européens et de la NBA ont voulu le recruter.

## Mavericks de Dallas (1998-2019)

### Des débuts difficiles (1998-1999)
Durant l'été 1998, Dirk Nowitzki est drafté à la neuvième place par les Bucks de Milwaukee. Il est immédiatement échangé contre les droits de Robert Traylor aux Mavericks de Dallas, Don Nelson, l'entraîneur de Dallas, a flairé l'incroyable potentiel du joueur. Il rejoint le meneur Steve Nash, fraîchement arrivé au sein de la franchise. Nowitzki est devenu seulement le quatrième joueur allemand de l’histoire de la NBA, après les pivots Uwe Blab et Christian Welp, et Detlef Schrempf, qui est un joueur de 35 ans des SuperSonics de Seattle, quand son jeune compatriote arrive.
À Dallas, Nowitzki rejoint une franchise qui avait fait ses derniers playoffs en 1990. Il fut entouré de Michael Finley, capitaine de l’équipe, appuyé par Shawn Bradley, un joueur de 2m29 au poste de pivot, et par Cedric Ceballos. Le début de la saison a été retardé par le lock-out de la NBA de 1998-1999, qui a mis toute la saison en péril. Nowitzki est alors retourné en Allemagne, au DJK Würzburg et a joué treize matchs avant que le championnat américain reprenne pour un calendrier de seulement 50 matchs au lieu des 82 matchs de saison régulière. Quand la saison a commencé, Nowitzki a lutté, le jeune de 20 ans se sentant dépassé par les joueurs plus athlétiques de la NBA, et a n'a pas montré de grandes qualités défensives. Les détracteurs l'ont nargué en le surnommant « Irk Nowitzki », omettant le « D » qui signifie « défense » dans le langage du basket-ball. Il n’a compté en moyenne que 8,2 points et 3,4 rebonds en 20,4 minutes de jeu. Les Mavericks n’ont remporté que 19 de leurs 50 matchs et ont raté les playoffs.

### L'ère du «Big Three» (1999-2004)

#### Saison 1999-2000
Le 4 janvier 2000, Mark Cuban fait son arrivée au sein de la franchise et a rapidement investi dans les Mavericks pour restructurer la franchise. Nowitzki a félicité Cuban, déclarant qu’il « a créé l’environnement parfait, nous avons seulement à sortir et gagner ». Nowitzki s’est considérablement amélioré dans sa deuxième saison, il a compté en moyenne 17,5 points, 6,5 rebonds et 2,5 passes décisives par match en 35,8 minutes. Il a été finaliste du prix de la meilleure progression de l'année derrière Jalen Rose, et est devenu membre de l’équipe NBA All-Star Sophomore. Il a également été choisi pour le concours à trois points de la NBA lors du All-Star Game 2000, devenant ainsi le plus grand joueur à avoir participé. Bien qu’il se soit amélioré au niveau individuel, les Mavericks ont raté les playoffs après une saison médiocre de 40 à 42.

#### Saison 2000-2001
Au cours de la saison 2000-2001, Nowitzki a encore amélioré ses moyennes, enregistrant 21,8 points, 9,2 rebonds et 2,1 passes décisives par match. Signe de sa progression, il s’est joint au capitaine de l’équipe Finley comme l’un des deux seuls Mavericks à jouer et à commencer les 82 matchs, et a eu 10 matchs où il a marqué au moins 30 points. Nowitzki est devenu le premier Maverick à être élu dans les All-NBA Team, il est élu dans la All-NBA Third Team. De plus, en compagnie du meneur Steve Nash et l'arrière Michael Finley, ils sont considérés comme le « Big Three » de l'équipe.
Affichant un bilan de 53-29 en saison régulière, les Mavericks ont atteint les playoffs pour la première fois depuis 1990. Ils étaient confrontés au Jazz de l'Utah, menés par John Stockton et Karl Malone. Les Mavericks ont remporté la série en cinq matchs, organisant une demi-finale avec leurs rivaux texans, les Spurs de San Antonio. Les Mavericks ont perdu les trois premiers matchs de la série, et Nowitzki est tombé malade avec une grippe. Après une victoire lors du match 4 où Nowitzki a marqué 42 points et a saisi 18 rebonds, dans le match 5, une défaite 105-87 met fin à la saison des Mavericks.

#### Saison 2001-2002
À l'aube de la saison 2001-2002, Nowitzki a signé une prolongation de contrat de 90 millions de dollars sur six ans, ce qui fait de lui le deuxième athlète allemand le mieux payé après le champion de Formule 1 Michael Schumacher. Il a continué de s’améliorer, obtenant en moyenne 23,4 points, 9,9 rebonds et 2,4 passes par match. Nowitzki a été élu dans la All-NBA Second Team et obtient sa première participation au All-Star Game 2002. Après avoir obtenu leur place en playoffs avec un bilan de 57-25, les Mavericks ont éliminé Kevin Garnett et les Timberwolves du Minnesota au premier tour, où Nowitzki tournait en 33,3 points de moyenne par match. En demi-finale, les Mavericks ont rencontré les Kings de Sacramento et leur rival Chris Webber. Après s'être partagés les deux premiers matchs, l'entraîneur des Kings, Rick Adelman a changé son plan défensif, assignant Hedo Türkoğlu pour défendre Nowitzki. L'équipe de Dallas s'incline par la suite au bout de 5 matchs. Cependant, Nowitzki a reçu un prix de consolation puisque la Gazzetta dello Sport l’a élu comme « Basketteur européen de l’année », en devançant Dejan Bodiroga et Pega Stojaković.

#### Saison 2002-2003
Avant la saison 2002-2003, Don Nelson et Mark Cuban ont mis davantage l’accent sur la défense, se spécialisant dans une zone ancrée par de prolifiques contreurs Raef LaFrentz et Shawn Bradley. Les Mavericks ont remporté leurs onze premiers matchs, et Finley, Nash et Nowitzki ont été élus "joueurs de la conférence Ouest" en novembre 2002. Dans cette saison, Nowitzki a de nouveau relevé ses moyennes, marquant maintenant 25.1 points, 9.9 rebonds et 3.0 passes décisives par match. Il a mené les Mavericks à un bilan de 60 à 22, ce qui leur a valu la troisième place de la conférence Ouest : les Mavericks ont dû jouer les Trail Blazers de Portland au premier tour des playoffs 2003. Les Mavericks ont rapidement remporté les trois premiers matchs, puis ont complètement perdu leur rythme et les perdent trois suivants. Dans le match 7, Nowitzki marque un panier à trois points très important à 1:21 de la fin pour porter le score à 100–94. Il déclare par la suite : « C’était le panier le plus important de ma carrière », « Je n’étais pas prêt à partir en vacances si tôt ». En demi finale de conférence, les Mavericks ont de nouveau rencontré les Kings, dans une nouvelle série en 7 matchs. Nowitzki a livré une performance décisive dans le match 7, il a marqué 30 points, a saisi 19 rebonds, et a défendu de belle manière, menant les Mavericks à une victoire décisive 112-99. En finale de conférence, les Mavericks ont de nouveau rencontré les Spurs. Malheureusement dans le match 3, en montant au rebond, Nowitzki heurte Manu Ginóbili, le touchant au niveau du genou et l'écartant pour le reste de la série. Sans leur meilleur scoreur, les Mavericks ont finalement perdu la série en six matchs.

#### Saison 2003-2004
En début de saison, Dallas échange leur pivot Raef LaFrentz à Boston pour Antoine Walker, Nelson décide alors de faire jouer Nowitzki dans un poste de pivot. Pour faire face à son rôle plus physique, Nowitzki peaufine un programme d'entraînement avec une prise de masse musculaire au cours de l’été, sacrifiant une partie de son agilité, et met l’accent sur la défense plutôt que le scoring. Les moyennes de Nowitzki ont chuté pour la première fois de sa carrière, tombant à 21,8 points, 8,7 rebonds et 2,7 passes décisives par match, mais il menait toujours les Mavericks dans les catégories statistiques de points, rebonds, interceptions (1,2 par match) et contres (1,3 par match). Ces chiffres lui ont valu des nominations pour le All-Star Game 2004 et la All-NBA Third Team. Compilant un bilan de 52-30, les Mavericks ont rencontré, une nouvelle fois, leurs rivaux familiers des Kings de Sacramento dans les playoffs, mais ont été éliminés en cinq matchs.

### Rôle de franchise player (2004-2010)

#### Saison 2004-2005
Avant la saison 2004-2005, les Mavericks procèdent à des changements avec l'arrivée d' Erick Dampier des Warriors de Golden State, néanmoins, l’ami proche et coéquipier de Nowitzki, Steve Nash, a quitté Dallas et est retourné aux Suns de Phoenix en tant qu’agent libre. Au cours de la saison, l’entraîneur Don Nelson a démissionné, et son adjoint Avery Johnson a assumé les fonctions d’entraîneur. Au beau milieu de ces changements, Nowitzki a intensifié son jeu et a obtenu une moyenne de 26,1 points par match (un pic en carrière) et 9,7 rebonds. Le 2 décembre 2004, Nowitzki a marqué 53 points en prolongation contre les Rockets de Houston, son record en carrière, ainsi que le record de la franchise. Nowitzki a été élu pour la première fois dans la All-NBA First Team. Il s’est également classé troisième dans la course au titre de MVP, derrière Shaquille O'Neal et Steve Nash, vainqueur cette saison.
Au premier tour, Dallas a rencontré les Rockets de Houston emmenés par Tracy McGrady et le pivot chinois Yao Ming (2,29 m). Les Rockets ont pris une avance de 2 à 0 avant que les Mavericks gagnent les trois matchs suivants. Après avoir perdu le match 6, Dallas a remporté le match 7 de façon convaincante et a remporté la série même si Nowitzki a eu des difficultés au tir. En demi-finale de conférence, les Mavericks ont rencontré les Suns de Phoenix, le nouveau club de Nash. Ils se partagent les quatre premiers matchs avant que les Suns ne remportent les deux derniers. Dans le match 6, que les Mavericks ont perdu en prolongation, Nowitzki n’a pas été à son meilleur : il a marqué 28 points, mais a marqué seulement sur 9 de ses 25 tentatives et a raté cinq de ses tirs en prolongation.

#### Saison 2005-2006: Les premières finales NBA
Avant de commencer la saison 2005-2006, le capitaine vétéran, Michael Finley, a été limogé, laissant Nowitzki comme le dernier joueur restant du trio du début des années 2000. Nowitzki a obtenu une moyenne de 26,6 points, 9,0 rebonds et 2,8 passes décisives pendant la saison. Non seulement c’était sa troisième saison à plus de 2000 points, mais sa moyenne de 26,6 points était la plus élevée jamais enregistrée par un européen. Il a amélioré son pourcentage de tirs, établissant des records personnels de la saison au niveau des tirs (48,0%), les tirs à trois points (40,6%) et les lancers francs (90,1%). Pendant le All-Star Weekend 2006 à Houston, Nowitzki a marqué 18 points pour vaincre Ray Allen et Gilbert Arenas dans le concours à trois points.
Nowitzki a mené Dallas à une saison de 60 victoires. L’équipe a terminé avec le troisième meilleur bilan de la ligue derrière le champion en titre, les Spurs de San Antonio et les Pistons de Détroit. Comme lors de la saison 2004-2005, il a terminé troisième au classement des meilleurs joueurs, cette fois derrière LeBron James et Steve Nash, à nouveau vainqueur. Il a de nouveau été élu au sein de la All-NBA First Team. Lors des playoffs, les Mavericks ont éliminé les Grizzlies de Memphis, 4–0, au premier tour. En demi-finale, les Mavericks ont de nouveau joué contre les Spurs de San Antonio. Les deux équipes se neutralisent lors des 6 premiers matchs. Lors du match 7, les Mavericks ont pris une avance de 20 points avant que Manu Ginóbili donne l'avantage 104-101 avec un trois points à 30 secondes de la fin. Sur l'action suivante, Nowitzki inscrit un trois points, égalisant à 104-104. Au bout du compte, les Mavericks ont gagné, 119–111, et Nowitzki a terminé le match avec 37 points et 15 rebonds. Les Mavericks accèdent aux finales de conférence, où ils rencontrent à nouveau les Suns de Phoenix. Nowitzki a marqué 50 points pour mener les Mavericks à une victoire dans le match 5. Les Mavericks ont remporté la série en six matchs et ont alors affronté le Heat de Miami dans la finale NBA 2006. Au regard du niveau de Nowitzki, le chroniqueur ESPN, Bill Simmons, a écrit, « Dirk joue à un niveau plus élevé que n’importe quel ailier depuis Larry Bird ».

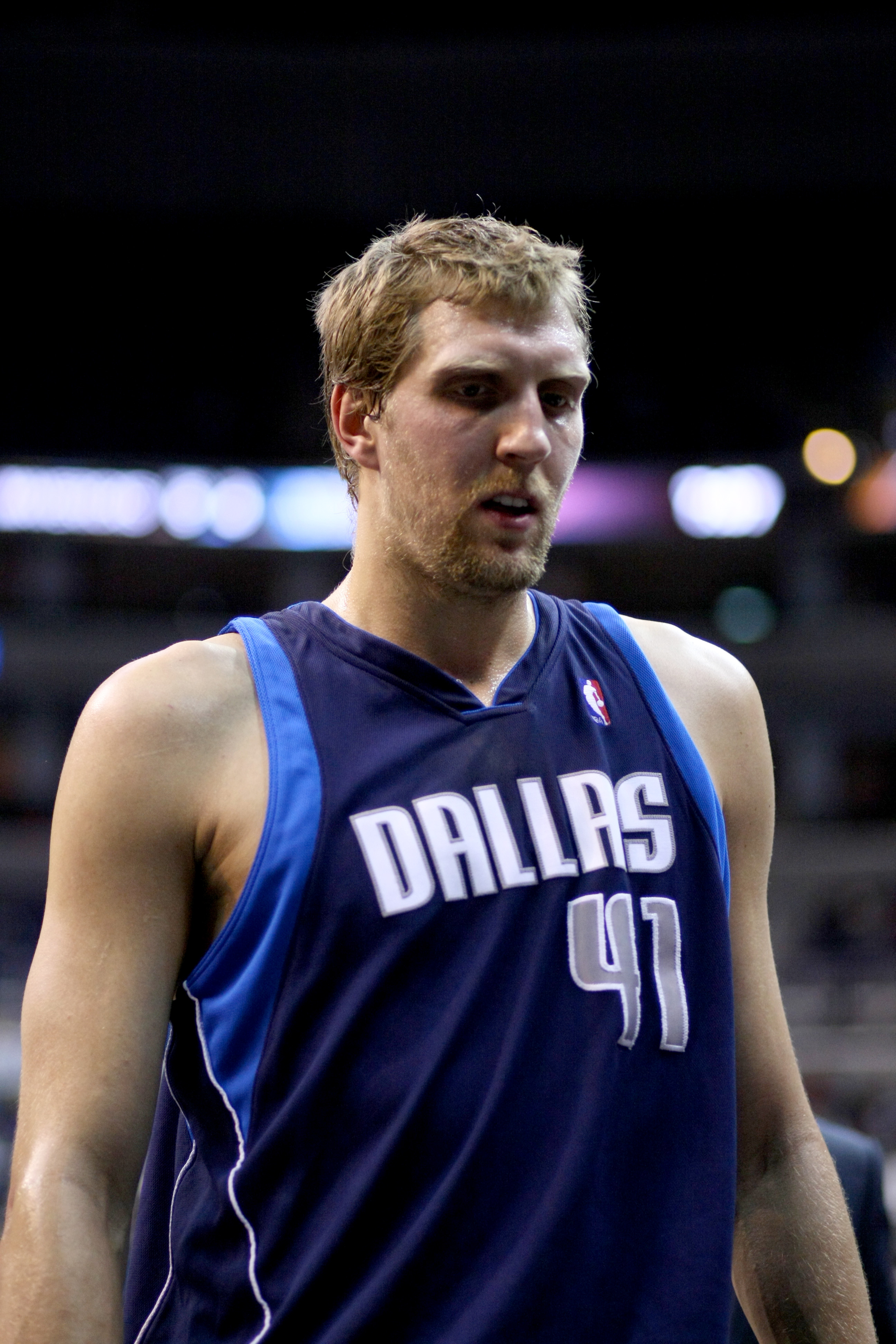
Dirk Nowitzki en 2008.

Lors des finales 2006, les Mavericks ont pris une avance de 2 à 0. Néanmoins, Nowitzki n’a inscrit que 20 de ses 55 tirs dans les trois derniers matchs alors que les Mavericks s'inclinent, 4-2, face au Heat. L’allemand fut critiqué par de nombreux médias à la suite de cette défaite.

#### Saison 2006-2007: L'année de MVP
Nowitzki atteint le meilleur pourcentage de sa carrière avec 50,2%, il enregistre des moyennes de 24,6 points, 8,9 rebonds et 3,4 passes décisives, et a mené les Mavericks à un bilan de 67 victoires et le premier titre de champion de la conférence Ouest en amont des playoffs 2007. Il a réussi à avoir une moyenne de 50% au tir, 40% à trois points et 90% aux lancers francs, devenant (à l’époque) seulement le cinquième joueur de l’histoire de la NBA à se joindre au club du 50-40-90. Nowitzki a été présenté comme le favori pour le titre de MVP et devait mener les Mavericks à une victoire facile contre les Warriors de Golden State, huitième de la conférence. Cependant, les Mavericks ont fini par perdre contre les Warriors en six matchs, marquant la première victoire d'un huitième de conférence face au premier, dans une série au meilleur des 7 matchs dans l’histoire de la NBA. Dans le match 6, Nowitzki n’a réussi que de 2 des 13 tirs pour seulement huit points. Défendu par Stephen Jackson, Nowitzki a obtenu en moyenne près de cinq points de moins que sa moyenne de la saison régulière, et a tiré à 38,3% contre 50,2% en saison régulière. Il a décrit cette défaite comme une désillusion dans sa carrière : « Cette série, je ne pouvais pas y mettre mon empreinte comme je le voulais. C’est pourquoi je suis très déçu ». Malgré cette défaite historique en playoffs, Nowitzki a été nommé Most Valuable Player de la NBA, en devançant son ami Steve Nash. Il est également devenu le premier joueur européen de l’histoire de la NBA à recevoir ce titre.

#### Saison 2007-2008
La campagne 2007-2008 a vu une autre sortie au premier tour des playoffs pour Nowitzki et les Mavericks. Malgré un échange de mi-saison qui a amené le vétéran All-Star Jason Kidd à Dallas, les Mavericks ont terminé septième de la conférence Ouest. Nowitzki a obtenu en moyenne 23,6 points, 8,6 rebonds et 3,5 passes décisives pour la saison. En playoffs, ils ont affronté la star montante Chris Paul des Hornets de La Nouvelle-Orléans, et ont été éliminés en cinq matchs. Cette défaite a mené au licenciement d’Avery Johnson comme entraîneur et à l’embauche de Rick Carlisle. Les quelques faits positifs de cette saison pour Nowitzki étaient son premier triple-double en carrière contre les Bucks de Milwaukee le 6 février 2008, avec 29 points, 10 rebonds, et 12 passes décisives, et le 8 mars 2008, il inscrit 34 points contre les Nets du New Jersey, ce qui lui permet de dépasser Rolando Blackman avec 16 644 points pour devenir le leader de l'histoire des meilleurs marqueurs de l'histoire de Dallas.

#### Saison 2008-2009
La saison 2008-2009 a vu Nowitzki terminer avec des moyennes de 25,9 points, 8,4 rebonds et 2,4 passes décisives. Il était le quatrième meilleur scoreur de la ligue, et a récolté sa quatrième sélection dans la All-NBA First Team. Il a également été sélectionné pour le All-Star Game 2009, sa huitième apparition. Nowitzki a mené Dallas vers les playoffs, terminant avec un bilan de 50-32 pour la saison (6e à l’Ouest), après un départ de 2-7. En playoffs, l’allemand a mené Dallas à une victoire contre son rival de longue date San Antonio, remportant le premier tour, 4–1. Les Mavericks sont tombés contre les Nuggets de Denver, 4-1, en demi-finale, avec Nowitzki tournant en moyenne de 34,4 points, 11,6 rebonds et 4 passes décisives dans la série.

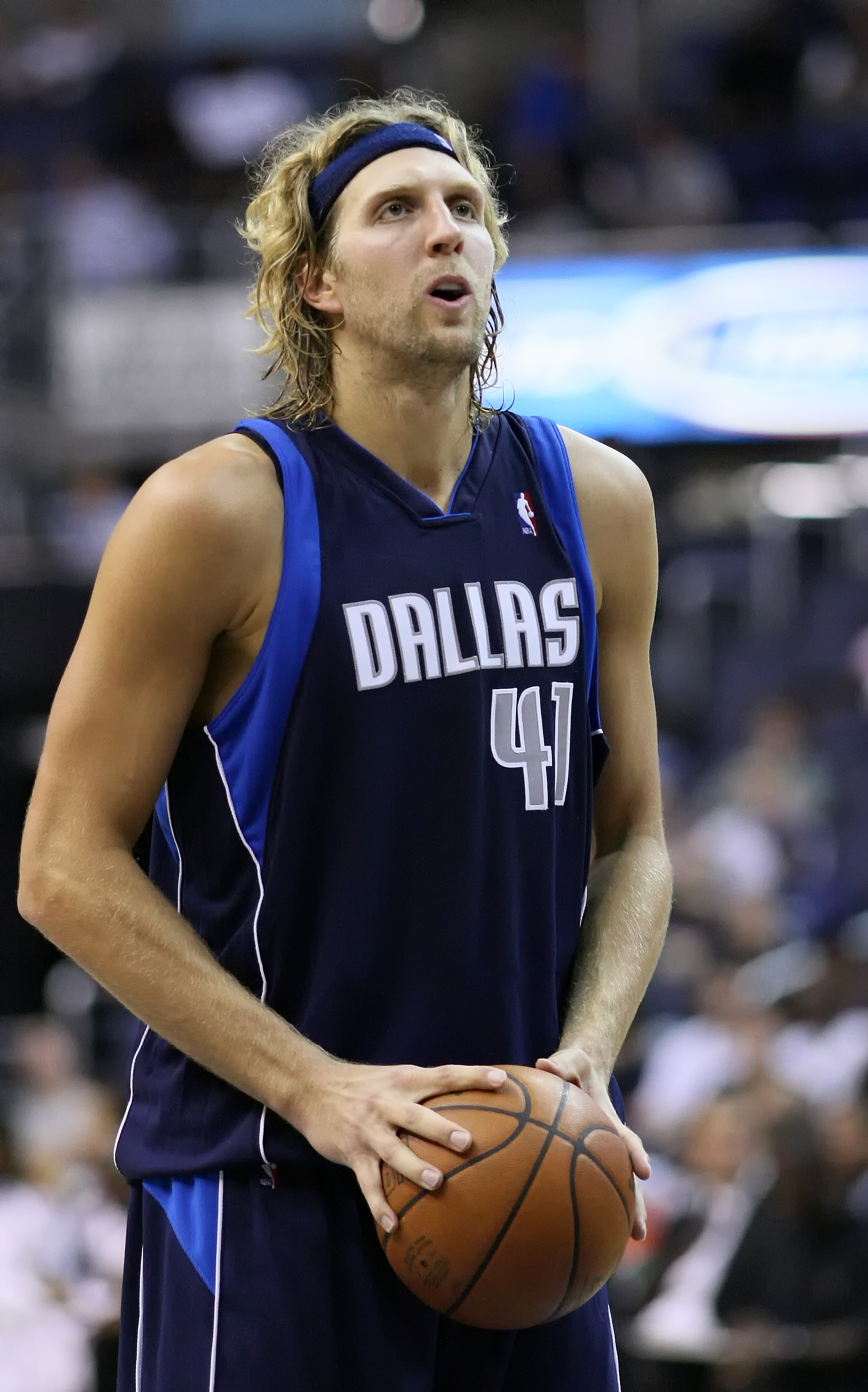

#### Saison 2009-2010
Les Mavericks ont terminé la saison 2009-2010 à la deuxième place de la conférence Ouest pour les playoffs 2010. Plusieurs All-Stars comme Shawn Marion et Caron Butler se sont ajoutés à l’équipe dans la deuxième moitié de la saison. Le 13 janvier 2010, Nowitzki est devenu le 34e joueur de l’histoire de la NBA – et le premier Européen – à atteindre le seuil des 20 000 points, tout en terminant la saison régulière avec des moyennes de 25 points, 7,7 rebonds, 2,7 passes décisives et 1 contre. Il a été sélectionné pour le All-Star Game 2010, sa neuvième apparition. Les Mavericks ont affronté San Antonio, une fois de plus, dans le premier tour des playoffs, mais pour la troisième fois en quatre saisons, ils n'ont pas réussi à se qualifier pour la suite de la campagne. Nowitzki est devenu un agent libre après la saison, mais le 4 juillet 2010, il signe un nouveau contrat de 4 ans et plus de 80 millions de dollars avec la franchise texane.

### L'année du titre (2010-2011)
Avant la saison 2010-2011, les Mavericks négocient un contrat pour le pivot défensif Tyson Chandler. Nowitzki a été blessé au milieu de la saison, mais a terminé la saison régulière avec des moyennes de 23 points, 7 rebonds et 3 passes décisives. Bien qu’il manque neuf matchs, Nowitzki a été sélectionné pour le All-Star Game 2011 pour la dixième fois. Une fois en playoffs, les Mavericks ont défait les Trail Blazers de Portland au premier tour et balayé les Lakers de Los Angeles, double champion en titre, 4-0, en demi-finale. En finale de la conférence, ils ont affronté le Thunder d’Oklahoma City et leur trio composé de Kevin Durant, James Harden et Russell Westbrook. Dans le match 1, Nowitzki marque 48 points à 12 sur 15 aux tirs. Il bat aussi le record du nombre de lancers francs marqués sans en manquer (24 sur 24). Dans le match 4, alors que Dallas menait la série 2-1, Nowitzki a marqué 40 points pour rallier son équipe, qui est passée d’un déficit de 99-84 au quatrième quart-temps à une victoire de 112-105 en prolongation. Dallas a remporté le titre de champion de la conférence Ouest dans le cinquième match.
Dans la finale NBA 2011, Dallas a une fois de plus affronté le Heat de Miami, qui avait acquis les stars LeBron James et Chris Bosh avant le début de la saison pour former avec Dwyane Wade le fameux "Big Three". Lors de la défaite du match 1 à Miami, Nowitzki se déchire un tendon au majeur gauche, cependant, l' IRM est négative, et Nowitzki jure que la blessure ne sera pas un facteur. Dans le deuxième match, il orchestre le retour de son équipe après un déficit de 88 à 73 au quatrième quart-temps. Miami a pris une avance de 2 à 1 après que Nowitzki a raté un tir à la fin du troisième match. Dans le match 4, il a inscrit le panier victorieux pour amener la série à l'équilibre. Dallas a continué en gagnant les deux matchs suivants, leur permettant de glaner le premier titre NBA de leur histoire. Durant cette série, malgré une blessure et une fièvre lors du match 3, Dirk Nowitzki, grâce à la palette de ses options offensives — fadeways, lay-up et shoot à trois points — rend la défense de Chris Bosh impuissante. Il s'avère particulièrement efficace lors des derniers quart-temps, inscrivant un total de 62 points lors de ceux-ci. D'ailleurs ses performances lors du "Money Time", les moments décisifs, font la différence pendant cette série. Lors du sixième match, et malgré une première période terminée à 1 sur 10 aux tirs, il rentre les shoots importants dans le dernier quart-temps (5/8) pour s'imposer et s'emparer du titre de MVP des Finales, finissant avec 21 points et 11 rebonds.

### L'après titre et dernières saisons (2011-2019)

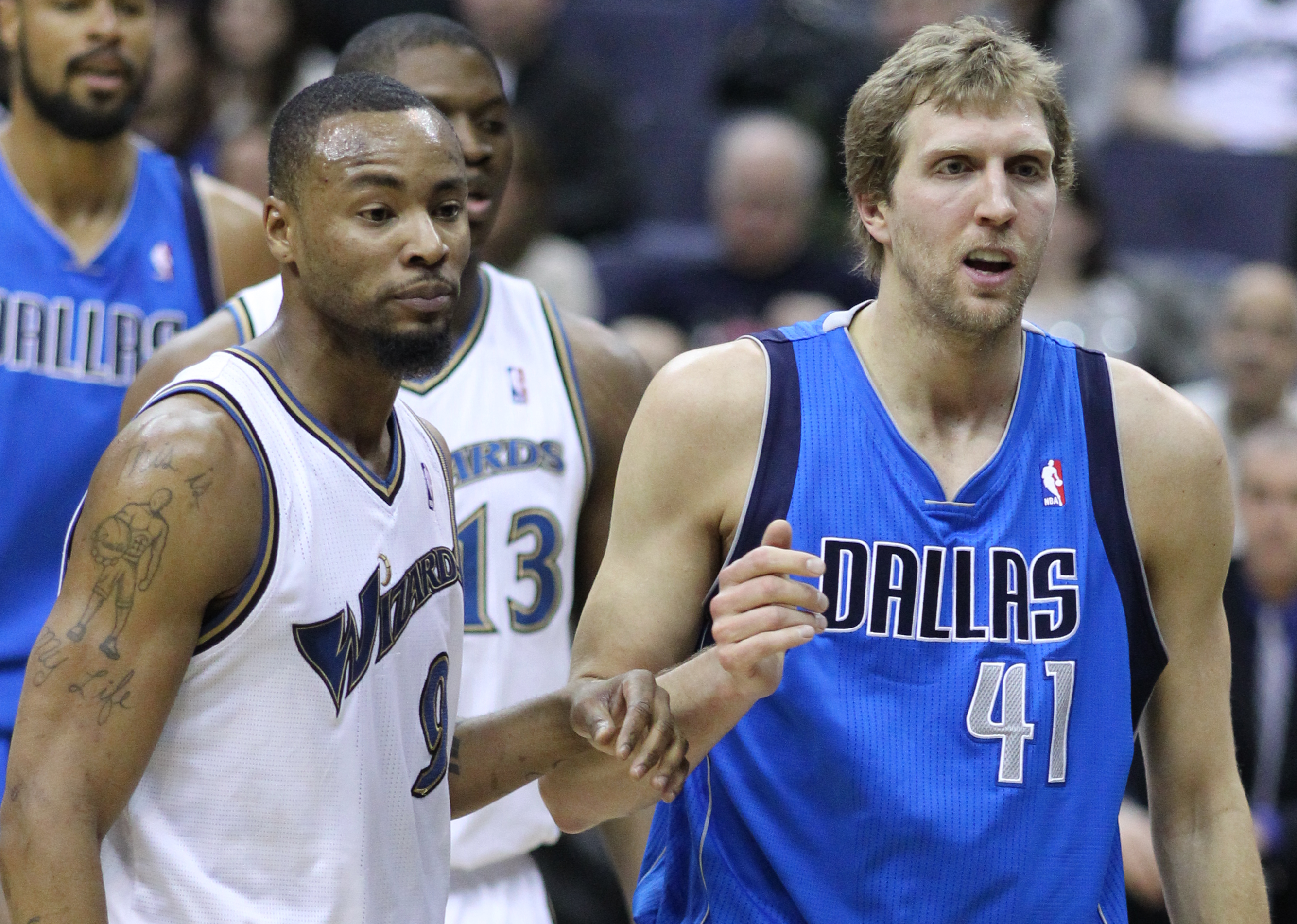
Dirk Nowitzki en 2011 à droite.

#### Saison 2011-2012
Alors que Dallas célébrait son titre, la NBA était en lock-out qui a pris fin le 8 décembre 2011. Les champions en titre ont perdu des joueurs de base, tels que DeShawn Stevenson, J. J. Barea, Peja Stojaković, et Tyson Chandler, tout en ajoutant Lamar Odom, Delonte West, et Vince Carter. Les Mavericks n’ont joué que deux matchs de pré-saison, ce qui a mené à un début lent pour Nowitzki. Nowitzki a fait sa 11e apparition au All-Star Game à Orlando. Nowitzki a mené son équipe en étant 45 fois meilleur marqueur pendant les matchs de la saison. Dallas a décroché la septième place dans l’Ouest, et ont été confrontés au Thunder d'Oklahoma City dans les playoffs 2012. Le Thunder a éliminé les Mavericks en quatre matchs.

#### Saison 2012-2013
Avant le début de saison, Jason Kidd et Jason Terry ont quitté les Mavericks. Nowitzki a subi une chirurgie du genou en octobre 2012 et a raté les 27 premiers matchs de la saison. Il est revenu le 23 décembre 2012, dans un match contre les Spurs de San Antonio. En janvier 2013, Nowizki et certains de ses coéquipiers ont fait le pacte de ne pas se raser la barbe jusqu’à ce que l’équipe atteigne l'équilibre au niveau de leur bilan (50%). Le 14 avril 2013, Nowitzki est devenu le 17e joueur de l’histoire de la NBA à marquer 25 000 points. Les Mavs ont gagné le match et sont remontés à 50% avec un bilan de 40-40, Nowitzki s’est alors rasé la barbe. Cependant, les Mavericks ont raté les playoffs pour la première fois depuis la deuxième saison de Nowitzki, terminant leur série de 12 ans de participation.

#### Saison 2013-2014
Le 29 janvier 2014, lors d'un match contre les Rockets de Houston, Dirk marque son 26 000e point en carrière. En 35 minutes de jeu, il a enregistré 38 points, 17 rebonds et 3 passes décisives. Le 8 avril 2014, Nowitzki atteint les 26 712 points, dépassant Oscar Robertson pour se hisser à la 10e position de tous les temps des meilleurs marqueurs. Nowitzki a mené les Mavericks de nouveau aux playoffs où ils ont affronté leur rival, San Antonio, au premier tour. Dallas a perdu la série en sept matchs, et les Spurs ont gagné le titre NBA.

#### Saison 2014-2015

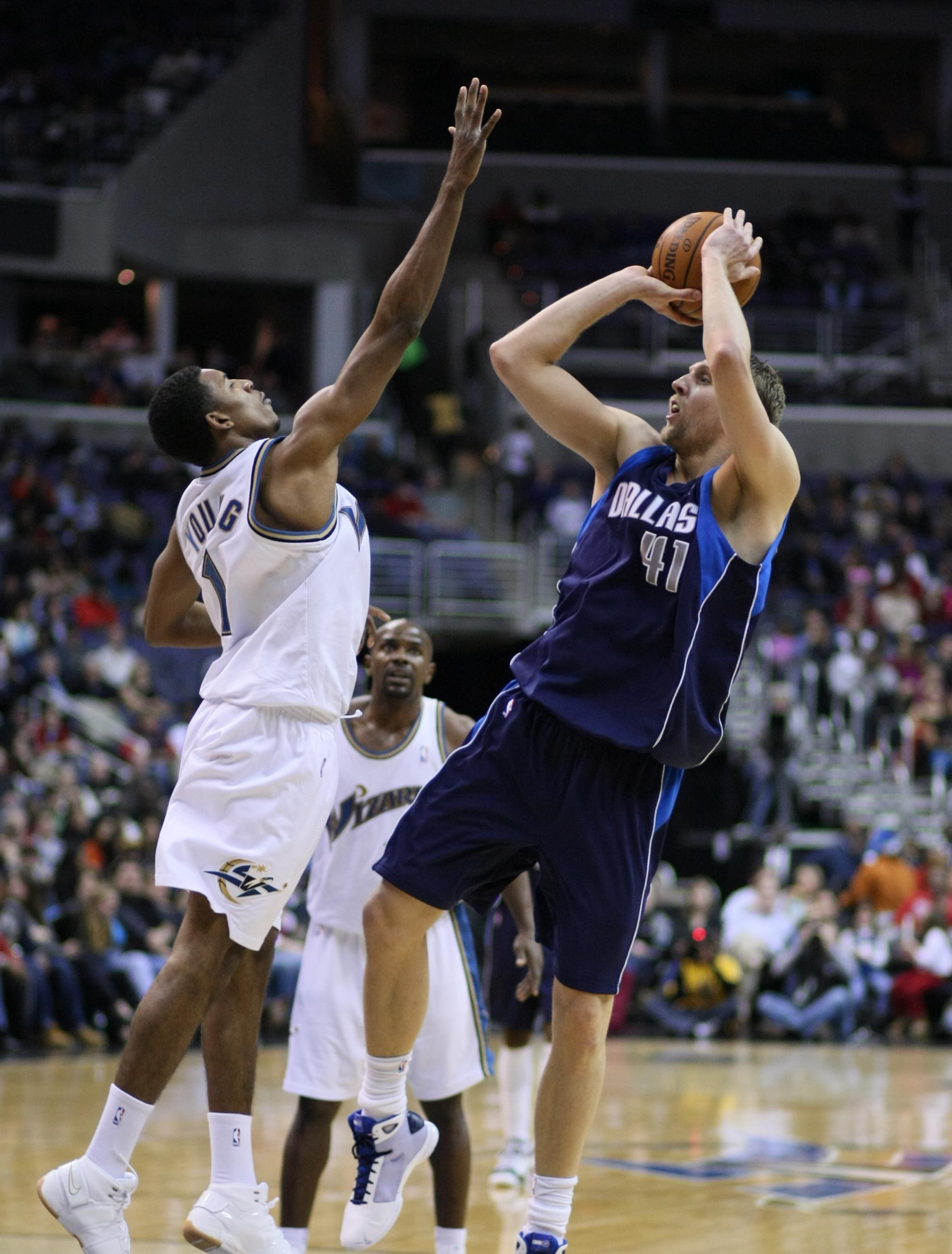
Dirk Nowitzki réalisant son célèbre fadeway.

Le 15 juillet 2014, Nowitzki a signé un nouveau contrat avec les Mavericks à hauteur de 25 millions de dollars sur trois ans. Il a également été réuni avec son ancien coéquipier lors du titre de 2011, Tyson Chandler, qui a été échangé à Dallas après un séjour de trois ans avec les Knicks de New York. Cependant, son coéquipier Shawn Marion a signé avec les Cavaliers de Cleveland avant la saison.
Le 11 novembre 2014, lors d'un match contre les Kings de Sacramento, il devient le neuvième meilleur marqueur de la NBA et le premier joueur non-américain. Il dépasse ce soir là, Hakeem Olajuwon, en marquant 26 953 points dans sa carrière. Six jours plus tard, face aux Hornets de Charlotte, il inscrit 13 points ce qui lui permet de franchir la barre des 27 000 points, devenant ainsi le quatrième joueur de l'histoire de la ligue à le faire avec une même franchise, après Michael Jordan, Karl Malone et Kobe Bryant. Le 26 décembre contre les Lakers de Los Angeles, Nowitzki a dépassé Elvin Hayes pour la huitième place sur la liste des meilleurs marqueurs de tous les temps de la NBA. Le 5 janvier 2015, il a doublé Moses Malone pour la septième place, remportant une victoire de 96 à 88 en prolongation contre les Nets de Brooklyn. Il a enregistré son 10 000e rebond en carrière le 24 mars 2015 contre les Spurs de San Antonio et a marqué son 28 000e point en carrière le 1er avril 2015 contre le Thunder d'Oklahoma City.
Les Mavericks ont terminé la saison régulière en septième place dans la conférence Ouest avec un bilan de 50-32. Ils ont affronté les Rockets de Houston au premier tour des playoffs mais s'inclinent en cinq matchs.

#### Saison 2015-2016
Lors d'une victoire face aux Nets de Brooklyn, le 23 décembre 2015, il s'empare cette fois de la 6e position dans le classement des meilleurs marqueurs en carrière de la NBA en surpassant les 28 596 points de Shaquille O'Neal. Le 21 février 2016, il a marqué 18 points contre les 76ers de Philadelphie, devenant le sixième joueur de l’histoire de la NBA à atteindre 29 000 points en carrière. Le 20 mars 2016, il a établi un nouveau record de la saison avec 40 points dans une victoire 132-120 en prolongation contre les Trail Blazers de Portland, c'est son 20e match en carrière à au moins 40 points.
Lors des playoffs, au premier tour face au Thunder d'Oklahoma City, dans le match 4, Nowitzki a passé Elgin Baylor (3 623 points) pour la 15e place sur la liste des marqueurs en playoffs en NBA. Les Mavericks ont perdu la série 4-1.

#### Saison 2016-2017
Le 27 juillet 2016, Nowitzki renouvelle son contrat avec les Mavericks. Nowitzki a raté plusieurs matchs en début de saison avec des problèmes de tendon d'Achille. Le 7 mars 2017, face aux Lakers de Los Angeles, Nowitzki devient le 6e joueur de l'histoire de la NBA à marquer 30 000 points en saison régulière. Il est également devenu le premier joueur international à atteindre ce jalon et l’un des trois à marquer les 30 000 et plus avec une équipe, les autres étant Karl Malone (Jazz de l'Utah) et Kobe Bryant (Lakers de Los Angeles). Les Mavericks ont terminé la saison avec un bilan de 33-49 et ont raté les playoffs.

#### Saison 2017-2018
Le 6 juillet 2017, Nowitzki a signé de nouveau avec les Mavericks un contrat de deux ans de 10 millions de dollars (avec une option d’équipe pour la deuxième année). Le 5 février 2018, lors d’une défaite 104 à 101 contre les Clippers de Los Angeles, Nowitzki est devenu le sixième joueur de l’histoire de la NBA à atteindre 50 000 minutes de carrière. Le 28 février 2018, dans une défaite 111 à 110 face au Thunder d'Oklahoma City, Nowitzki a atteint 31 000 points de carrière. Le 17 mars 2018, dans une défaite 114 à 106 contre les Nets de Brooklyn, Nowitzki a joué dans son 1 463e match, dépassant Kevin Garnett à la cinquième place dans la liste. Il subit une opération, en fin de saison, de la cheville le 5 avril après avoir participé à 77 des 78 premiers matchs. Les Mavericks ont terminé la saison avec un bilan de 24 à 58 et ont raté les playoffs 2018.

#### Saison 2018-2019: Dernière saison
Le 23 juillet 2018, Nowitzki a renouvelé sa signature avec les Mavericks pour la saison 2018-2019. Il fait ses débuts le 13 décembre 2018, il a établi le record de la NBA pour le plus grand nombre de saisons jouées avec la même équipe (21 avec Dallas), battant Kobe Bryant, qui a passé 20 saisons avec les Lakers de Los Angeles. Il est également devenu le cinquième joueur de l’histoire de la NBA à jouer 21 saisons, égalant un record NBA. Nowitzki a été nommé à son 14e All-Star Game à titre honorifique, tout comme Dwyane Wade cette année là. Le 18 mars 2019, Nowitzki est devenu le 6e meilleur marqueur de tous les temps, surpassant les 31 419 points de Wilt Chamberlain dans une défaite contre les Pelicans de La Nouvelle-Orléans.
Le 9 avril 2019, à l'issue du dernier match à domicile de saison régulière contre les Suns de Phoenix, Dirk Nowitzki annonce officiellement sa retraite. Il a joué vingt-et-une saisons en NBA. Un hommage de 5 minutes en vidéo lui est rendu sur les écrans géants de l'American Airlines Center, dans une cérémonie émouvante au cours de laquelle Charles Barkley, Larry Bird, Shawn Kemp, Scottie Pippen et Detlef Schrempf participent pour donner des discours élogieux envers l'Allemand. Il joue son dernier match de NBA le lendemain à San Antonio contre les Spurs, en réalisant un double-double avec 20 points et 10 rebonds.

## Carrière internationale
Nowitzki a commencé à jouer pour l’équipe nationale allemande de basket-ball en 1997. Dans son premier tournoi, l’Eurobasket 1999, la recrue de 21 ans a émergé comme le principal marqueur allemand, mais l’Allemagne a terminé septième et n’a pas réussi à se qualifier pour les Jeux Olympiques de 2000. Dans l’Eurobasket 2001, Nowitzki a été le meilleur marqueur avec 28,7 points par match, et a perdu de justesse le titre de MVP aux dépens du joueur serbe Peja Stojakovic. L’Allemagne a atteint les demi-finales et était sur le point de battre le pays hôte, la Turquie, mais Hedo Türkoğlu a inscrit un panier à trois points pour égaliser, et les Turcs ont finalement gagné en prolongation. L’Allemagne a ensuite perdu, 99-90, contre l’Espagne, et n’a pas remporté de médaille. Cependant, avec des moyennes de 28,7 points et 9,1 rebonds, Nowitzki a mené le tournoi dans ces deux statistiques, et a été désigné pour l’équipe All-Star.

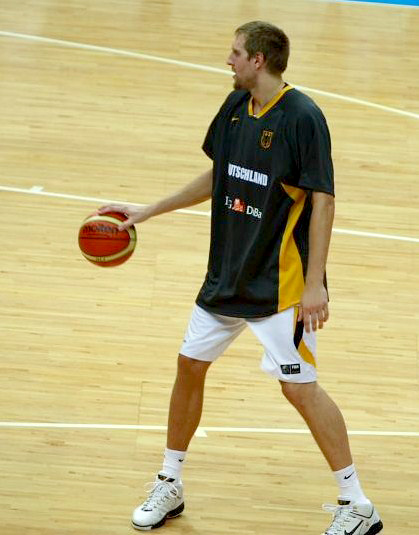
Dirk Nowitzki en 2006.

Nowitzki a remporté sa première médaille lorsqu’il a mené l’Allemagne à une médaille de bronze au Championnat du monde FIBA 2002. En quart de finale contre l'Espagne menée par Pau Gasol, Nowitzki a marqué 10 points dans le dernier quart-temps et a mené l’Allemagne à une victoire 70 à 62. En demi-finale, son équipe a joué contre l’équipe d'Argentine menée par Manu Ginóbili, mais malgré l’avance, 74-69, à quatre minutes de la fin, les Sud-Américains ont gagné, 86-80. Cependant, les Allemands ont gagné 117-94 face la Nouvelle-Zélande en petite finale et ont remporté le bronze, et Nowitzki, meilleur marqueur du tournoi (24,0 points par match), a été élu MVP du tournoi. De retour en Allemagne, plus de quatre millions de téléspectateurs ont suivi la compétition, un record historique dans l’histoire du basket-ball allemand.
Dans le tournoi qualificatif de l'Eurobasket 2003, Nowitzki a subi une blessure au pied après une collision avec le joueur français Florent Piétrus, par conséquent, Nowitzki a joué de manière inégale et a également été souvent la cible de fautes dures. Dans le match décisif au deuxième tour contre l’Italie (seul le vainqueur a été autorisé à jouer la tour final), l’Allemagne a perdu, 86-84, a terminé neuvième et ne s’est pas qualifiée pour les Jeux Olympiques de 2004. Nowitzki a marqué 22,5 points par match, mais semblait manquer de concentration et de domination en raison de sa blessure.
Durant l’Eurobasket 2005, Nowitzki a mené une équipe allemande appauvrie jusqu'aux finales, battant les favoris slovènes en quart de finale et l’Espagne en demi-finale. Les experts d’Eurobasket ont fait l’éloge de Nowitzki dans les deux matchs : face à la Slovénie, l'allemand a marqué 22 points et a déclaré : « Les Slovènes nous ont sous-estimés. Ils ont dit que nous étions l’équipe qu’ils voulaient, vous ne devriez pas faire cela en quart de finale." Face à l’Espagne (74-73), Nowitzki a marqué 27 points et a marqué le panier décisif. Bien qu’il ait perdu la finale 78-62 contre la Grèce, Nowitzki a été le meilleur marqueur du tournoi (26,1 points par match) et le deuxième meilleur rebondeur (10,6 rebonds par match), il a également été élu MVP du tournoi. L’équipe allemande gagne la médaille d’argent.
Dans le championnat du monde FIBA 2006, Nowitzki a mené l’équipe allemande à une huitième place.

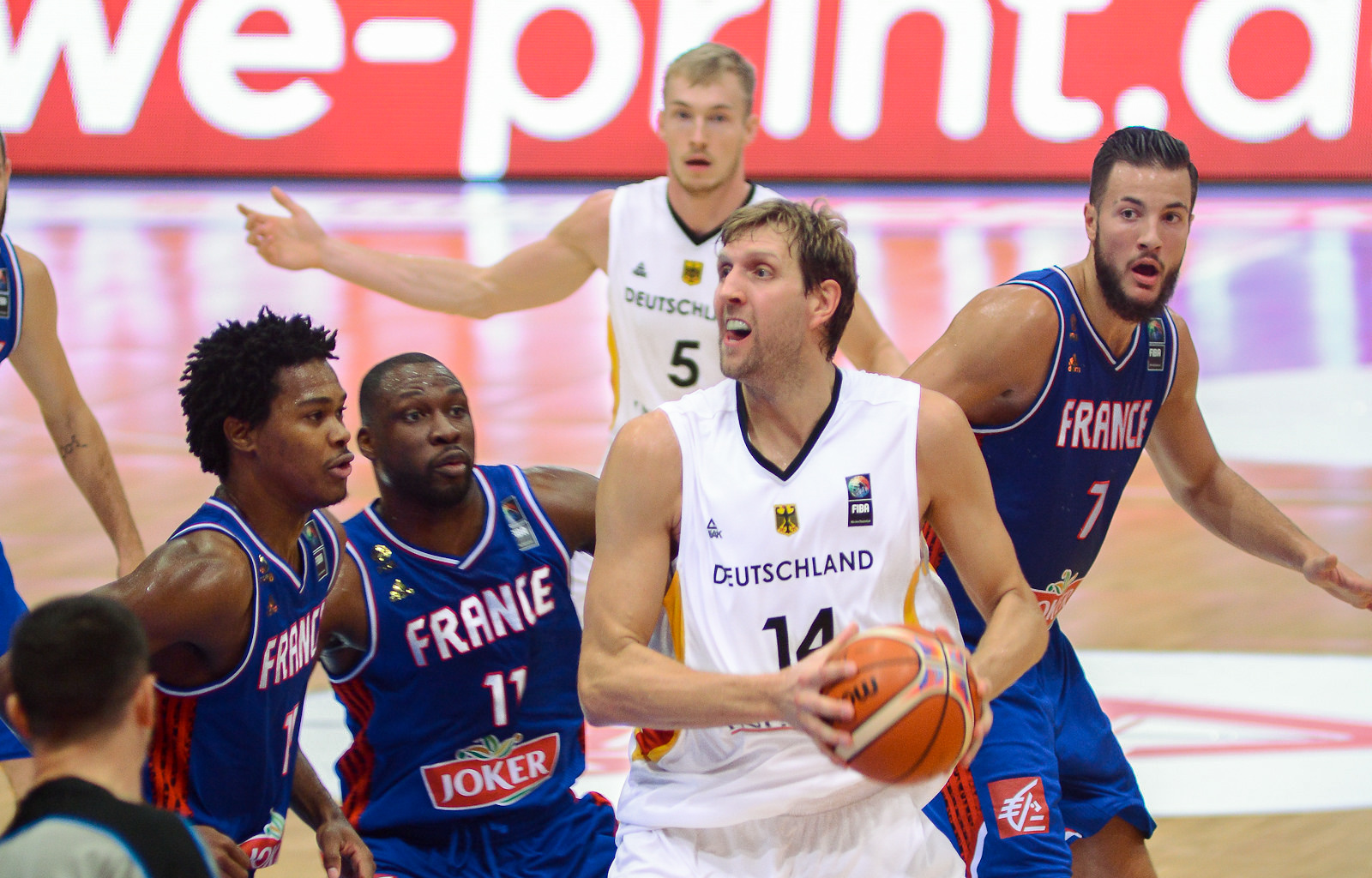
Dirk Nowitzki en 2015 face à la France.

À l’Eurobasket 2007, dans lequel les trois meilleures équipes se qualifient automatiquement pour les Jeux Olympiques de 2008, Nowitzki a mené l’Allemagne à une cinquième place. Il était le meilleur marqueur avec 24,0 points par match. La cinquième place signifiait que l’Allemagne n’avait pas obtenu la qualification directe, mais qu’elle était autorisée à participer au tournoi de qualification olympique de 2008. Nowitzki a mené l’Allemagne dans un match décisif contre Porto Rico pour la dernière place restante. Dans ce match crucial, il a marqué 32 points et a joué un rôle essentiel dans la victoire 96-82 qui a mené l’équipe allemande à ses premiers Jeux olympiques depuis les Jeux de 1992. Nowitzki a été choisi comme porte-drapeau de l’équipe olympique allemande lors de la cérémonie d’ouverture des Jeux olympiques de 2008. Nowitzki a mené l’équipe allemande à la dixième place, avec une moyenne de 17,0 points et 8,4 rebonds pour le tournoi.
En 2009, Nowitzki a sauté l’Eurobasket. En juillet 2010, il a dit qu’il allait sauter le championnat du monde FIBA 2010. En été 2011, Nowitzki a joué avec l’Allemagne dans l’Eurobasket 2011, où l’équipe a atteint la neuvième place. En 2015, Nowitzki a mené l’Allemagne à l’Eurobasket. Ils n’ont remporté qu’un seul match, et ont été éliminés en phase de groupe, sur le sol national. En janvier 2016, Nowitzki a officiellement annoncé sa retraite de l’équipe nationale allemande. Au cours de sa carrière au sein de l’équipe nationale masculine de l’Allemagne, il a cumulé en moyenne 19,7 points, 7,5 rebonds et 1,6 passe par match.

## Style de jeu
Dirk est un tireur, qui, de par son jeu, oblige son défenseur à s'éloigner du cercle, chose assez rare pour l'époque en NBA pour les intérieurs. Ainsi, il excelle dans le tir à mi-distance et à trois points. Néanmoins, sa palette offensive est très étendue. Il est capable de jouer au poste-bas là où le fameux fadeaway sur une jambe, sa marque de fabrique, est terriblement efficace. C'est un bon joueur de pick and roll et de sa variante le pick and pop. Il est aussi réputé pour être décisif et capable de marquer les paniers importants que ce soit à 3 points, au poste-bas ou à mi-distance. Cependant, la défense est loin d'être son point fort et lui a valu le surnom de "Dirk with no D" c'est-à-dire "Dirk sans Défense". Malgré cela, il est considéré comme l'un des plus grands joueurs offensifs ayant évolué dans la ligue.

## Clubs successifs
- 1996 - 1998 :  Würzburg (2. Bundesliga).
- 1998 - 2019 :  Mavericks de Dallas (NBA).

## Statistiques

### Statistiques NBA

#### En saison régulière
Légende :
| Titre MVP | Champion NBA |

Gras = ses meilleures performances
| Année         | Équipe | Matchs | Titul. | Min./m | % Tir | % 3pts | % LF | Rbds/m. | Pass/m. | int/m. | Ctr/m. | Pts/m. |
| ------------- | ------ | ------ | ------ | ------ | ----- | ------ | ---- | ------- | ------- | ------ | ------ | ------ |
| 1998-1999 *   | Dallas | 47     | 24     | 20,4   | 40,5  | 20,6   | 77,3 | 3,4     | 1,0     | 0,6    | 0,6    | 8,19   |
| 1999-2000     | Dallas | 82     | 81     | 35,8   | 46,1  | 37,9   | 83,0 | 6,5     | 2,5     | 0,8    | 0,8    | 17,50  |
| 2000-2001     | Dallas | 82     | 82     | 38,1   | 47,4  | 38,7   | 83,8 | 9,2     | 2,1     | 1,0    | 1,2    | 21,75  |
| 2001-2002     | Dallas | 76     | 76     | 38,0   | 47,7  | 39,7   | 85,3 | 9,9     | 2,4     | 1,1    | 1,0    | 23,41  |
| 2002-2003     | Dallas | 80     | 80     | 39,0   | 46,3  | 37,9   | 88,1 | 9,9     | 3,0     | 1,4    | 1,0    | 25,13  |
| 2003-2004     | Dallas | 77     | 77     | 37,9   | 46,2  | 34,1   | 87,7 | 8,7     | 2,7     | 1,2    | 1,4    | 21,82  |
| 2004-2005     | Dallas | 78     | 78     | 38,7   | 45,9  | 39,9   | 86,9 | 9,7     | 3,1     | 1,2    | 1,5    | 26,05  |
| 2005-2006     | Dallas | 81     | 81     | 38,1   | 48,0  | 40,6   | 90,1 | 9,0     | 2,8     | 0,7    | 1,0    | 26,55  |
| 2006-2007     | Dallas | 78     | 78     | 36,2   | 50,2  | 41,6   | 90,4 | 8,9     | 3,4     | 0,7    | 0,8    | 24,56  |
| 2007-2008     | Dallas | 77     | 77     | 36,0   | 47,9  | 35,9   | 87,9 | 8,6     | 3,5     | 0,7    | 0,9    | 23,59  |
| 2008-2009     | Dallas | 81     | 81     | 37,7   | 47,9  | 35,9   | 89,0 | 8,4     | 2,4     | 0,8    | 0,8    | 25,85  |
| 2009-2010     | Dallas | 81     | 80     | 37,5   | 48,1  | 42,1   | 91,5 | 7,7     | 2,7     | 0,9    | 1,0    | 25,02  |
| 2010-2011     | Dallas | 73     | 73     | 34,3   | 51,7  | 39,3   | 89,2 | 7,0     | 2,6     | 0,5    | 0,6    | 23,03  |
| 2011-2012 *   | Dallas | 62     | 62     | 33,5   | 45,7  | 36,8   | 89,6 | 6,8     | 2,2     | 0,7    | 0,5    | 21,64  |
| 2012-2013     | Dallas | 53     | 47     | 31,3   | 47,1  | 41,4   | 86,0 | 6,8     | 2,5     | 0,7    | 0,7    | 17,30  |
| 2013-2014     | Dallas | 80     | 80     | 32,9   | 49,7  | 39,8   | 89,9 | 6,2     | 2,7     | 0,9    | 0,6    | 21,68  |
| 2014-2015     | Dallas | 77     | 77     | 29,6   | 45,9  | 38,0   | 88,2 | 5,9     | 1,9     | 0,5    | 0,4    | 17,31  |
| 2015-2016     | Dallas | 75     | 75     | 31,5   | 44,8  | 36,8   | 89,3 | 6,5     | 1,8     | 0,7    | 0,7    | 18,29  |
| 2016-2017     | Dallas | 54     | 54     | 26,4   | 43,7  | 37,8   | 87,5 | 6,5     | 1,5     | 0,6    | 0,7    | 14,24  |
| 2017-2018     | Dallas | 77     | 77     | 24,7   | 45,6  | 40,9   | 89,8 | 5,7     | 1,6     | 0,6    | 0,6    | 12,04  |
| 2018-2019     | Dallas | 51     | 20     | 15,6   | 35,9  | 31,2   | 78,0 | 3,1     | 0,7     | 0,2    | 0,4    | 7,31   |
| Carrière      |        | 1522   | 1460   | 33,8   | 47,1  | 38,0   | 87,9 | 7,6     | 2,4     | 0,8    | 0,8    | 20,74  |
| All-Star Game |        | 14     | 2      | 16,1   | 44,5  | 31,4   | 87,5 | 3,7     | 1,1     | 0,7    | 0,4    | 8,7    |

Note: * Les saisons 1998-1999 et 2011-2012 ont été réduites respectivement à 50 et 66 matchs en raison d'un Lock out.
Dernière modification le 6 mars 2020

#### Enplayoffs
Légende :
| Titre MVP des finales NBA |

| Année    | Équipe | Matchs | Titul. | Min./m | % Tir | % 3pts | % LF | Rbds/m. | Pass/m. | int/m. | Ctr/m. | Pts/m. |
| -------- | ------ | ------ | ------ | ------ | ----- | ------ | ---- | ------- | ------- | ------ | ------ | ------ |
| 2001     | Dallas | 10     | 10     | 39,9   | 42,3  | 28,3   | 88,3 | 8,1     | 1,4     | 1,1    | 0,8    | 23,4   |
| 2002     | Dallas | 8      | 8      | 44,6   | 44,5  | 57,1   | 87,8 | 13,1    | 2,3     | 2,0    | 0,8    | 28,4   |
| 2003     | Dallas | 17     | 17     | 42,5   | 47,9  | 44,3   | 91,2 | 11,5    | 2,2     | 1,2    | 0,9    | 25,3   |
| 2004     | Dallas | 5      | 5      | 42,4   | 45,0  | 46,7   | 85,7 | 11,8    | 1,4     | 1,4    | 2,6    | 26,6   |
| 2005     | Dallas | 13     | 13     | 42,4   | 40,2  | 33,3   | 82,9 | 10,1    | 3,3     | 1,4    | 1,6    | 23,7   |
| 2006     | Dallas | 23     | 23     | 42,7   | 46,8  | 34,3   | 89,5 | 11,7    | 2,9     | 1,1    | 0,6    | 27,0   |
| 2007     | Dallas | 6      | 6      | 39,8   | 38,3  | 21,1   | 84,0 | 11,3    | 2,3     | 1,8    | 1,3    | 19,7   |
| 2008     | Dallas | 5      | 5      | 42,2   | 47,3  | 33,3   | 80,8 | 12,0    | 4,0     | 0,2    | 1,4    | 26,8   |
| 2009     | Dallas | 10     | 10     | 39,4   | 51,8  | 28,6   | 92,5 | 10,1    | 3,1     | 0,9    | 0,8    | 26,8   |
| 2010     | Dallas | 6      | 6      | 38,8   | 54,7  | 57,1   | 95,2 | 8,2     | 3,0     | 0,8    | 0,7    | 26,7   |
| 2011     | Dallas | 21     | 21     | 39,3   | 48,5  | 46,0   | 94,1 | 8,1     | 2,5     | 0,6    | 0,6    | 27,7   |
| 2012     | Dallas | 2      | 2      | 37,0   | 48,6  | 0,0    | 90,5 | 5,5     | 1,5     | 1,0    | 0,0    | 28,0   |
| 2014     | Dallas | 7      | 7      | 37,6   | 42,9  | 8,3    | 80,6 | 8,0     | 1,6     | 0,9    | 0,9    | 19,1   |
| 2015     | Dallas | 5      | 5      | 36,2   | 45,2  | 23,5   | 92,9 | 10,2    | 2,4     | 0,4    | 0,4    | 21,2   |
| 2016     | Dallas | 5      | 5      | 34,0   | 49,4  | 36,4   | 94,1 | 5,0     | 1,6     | 0,4    | 0,6    | 20,4   |
| Carrière |        | 145    | 145    | 40,7   | 46,2  | 36,5   | 89,2 | 10,0    | 2,5     | 1,0    | 0,9    | 25,3   |

Dernière modification le 6 mars 2020

### Statistiques Internationales
Dirk Nowitzki est fidèle à sa sélection nationale, l'équipe d'Allemagne, avec laquelle il participe à de nombreuses compétitions.
| Année    | Compétition                           | Matchs | Min./m | % Tir | % 3pts | % LF  | Rbds/m. | Pass/m. | int/m. | Ctr/m. | Pts/m. |
| -------- | ------------------------------------- | ------ | ------ | ----- | ------ | ----- | ------- | ------- | ------ | ------ | ------ |
| 1997     | Championnat d'Europe (Qualifications) | 1      | 3,0    | 0,0   | 0,0    | 0,0   | 0,0     | 0,0     | 0,0    | 0,0    | 0,0    |
| 1999     | Championnat d'Europe (Qualifications) | 3      | 16,7   | 60,0  | 75,0   | 100,0 | 4,0     | 0,3     | 0,3    | 0,0    | 13,7   |
| 1999     | Championnat d'Europe                  | 9      | 31,3   | 58,2  | 52,9   | 77,1  | 3,4     | 1,8     | 0,9    | 0,0    | 15,2   |
| 2001     | Championnat d'Europe                  | 7      | 33,9   | 51,6  | 42,6   | 71,4  | 9,1     | 1,9     | 1,3    | 1,0    | 28,7   |
| 2002     | Championnat du monde                  | 9      | 31,2   | 40,7  | 28,6   | 92,1  | 8,2     | 2,7     | 1,2    | 2,0    | 24,0   |
| 2003     | Championnat d'Europe                  | 4      | 34,8   | 45,3  | 45,5   | 84,1  | 6,2     | 1,0     | 1,3    | 1,8    | 22,5   |
| 2005     | Championnat d'Europe (Qualifications) | 5      | 32,4   | 50,0  | 36,4   | 80,9  | 11,6    | 2,2     | 1,8    | 0,8    | 23,6   |
| 2005     | Championnat d'Europe                  | 7      | 36,9   | 41,1  | 37,1   | 88,5  | 10,6    | 1,7     | 1,1    | 1,9    | 26,1   |
| 2006     | Championnat du monde                  | 9      | 33,6   | 43,4  | 28,6   | 82,3  | 9,2     | 2,8     | 1,0    | 0,6    | 23,2   |
| 2007     | Championnat d'Europe                  | 9      | 33,9   | 43,2  | 31,3   | 86,0  | 8,7     | 1,6     | 0,9    | 0,9    | 24,0   |
| 2008     | Jeux Olympiques (Qualifications)      | 5      | 31,2   | 50,0  | 43,5   | 92,2  | 8,2     | 2,6     | 0,2    | 1,0    | 26,6   |
| 2008     | Jeux Olympiques                       | 5      | 28,4   | 41,9  | 41,7   | 95,8  | 8,4     | 0,6     | 0,2    | 0,0    | 17,0   |
| 2011     | Championnat d'Europe                  | 8      | 29,9   | 44,2  | 42,1   | 93,3  | 6,6     | 1,4     | 0,4    | 0,4    | 19,5   |
| Carrière |                                       | 81     | 31,6   | 45,7  | 38,2   | 85,5  | 7,1     | 1,8     | 0,9    | 0,9    | 22,0   |

## Palmarès

### Individuel en NBA
En NBA, il reçoit plusieurs récompenses :
- NBA Most Valuable Player de la saison régulière en 2007.
- NBA Finals Most Valuable Player Award en 2011.
- 14 sélections au All-Star Game en 2002, 2003, 2004, 2005, 2006, 2007, 2008, 2009, 2010, 2011, 2012, 2014, 2015 et 2019.
- 12 sélections au sein du All-NBA Team :
  - 4× All-NBA First Team en 2005, 2006, 2007 et 2009.
  - 5× All-NBA Second Team en 2002, 2003,2008, 2010 et 2011.
  - 3× All-NBA Third Team en 2001, 2004 et 2012.

- Vainqueur du concours de tirs à 3 pts du NBA All-Star Week-end 2006.
- NBA Teammate of the Year : 2017.
- Best NBA Player ESPY Award en 2011.
- Best Male Athlete ESPY Award en 2011.

### En franchise NBA
- Champion NBA en 2011 contre le Heat de Miami avec les Mavericks de Dallas.
- Finaliste NBA contre le Heat de Miami en 2006 avec les Mavericks de Dallas.
- Champion de la Conférence Ouest en 2006 et 2011 avec les Mavericks de Dallas.
- Champion de la Division Midwest en 2003 avec les Mavericks de Dallas.
- Champion de la Division Sud-Ouest en 2010 avec les Mavericks de Dallas.
- En 2008, il devient le meilleur marqueur de l'histoire de l'équipe des Mavericks de Dallas, dépassant Rolando Blackman.

### En sélection nationale
- Médaillé de bronze au championnat du monde 2002.
  - MVP du championnat du monde 2002.
- Médaille d'argent lors du Championnat d'Europe 2005.
  - MVP du championnat d'Europe 2005.

- 3e meilleur scoreur de l'EuroBasket (1 052 points).
- Meilleur scoreur de l'Allemagne (3 045 points en 153 match).
- 3× meilleur marqueur d'un Championnat d'Europe, en 2001, 2005 et 2007.

### Distinctions personnelles
- Son numéro 41 a été retiré par la franchise des Dallas Mavericks.
- Son numéro 14 a été retiré par l'équipe nationale d'Allemagne.
- 6e meilleur marqueur en saison régulière de NBA.
- 5e au classement des rebonds défensifs en NBA.
- Record NBA du plus grand nombre de saisons jouées pour une seule équipe (21).
- 82 lancers francs consécutifs inscrits en saison régulière (3e plus longue série).
- 26 lancers francs consécutifs inscrits en finale NBA (plus longue série).
- Un des trois joueurs avec 30 000 points, 10 000 rebonds, 3 000 passes décisives, 1 000 interceptions, 1 000 contres.
- Membre du club du 50-40-90.
- 2× meilleur basketteur européen de l'année FIBA Europe en 2005 et 2011.
- 6× Euroscar Award en 2002, 2003, 2004, 2005, 2006 et 2011 et Mr. Europa en 2005
- Porte drapeau de l'Allemagne aux Jeux Olympiques de 2008 en Chine.

## Hommage

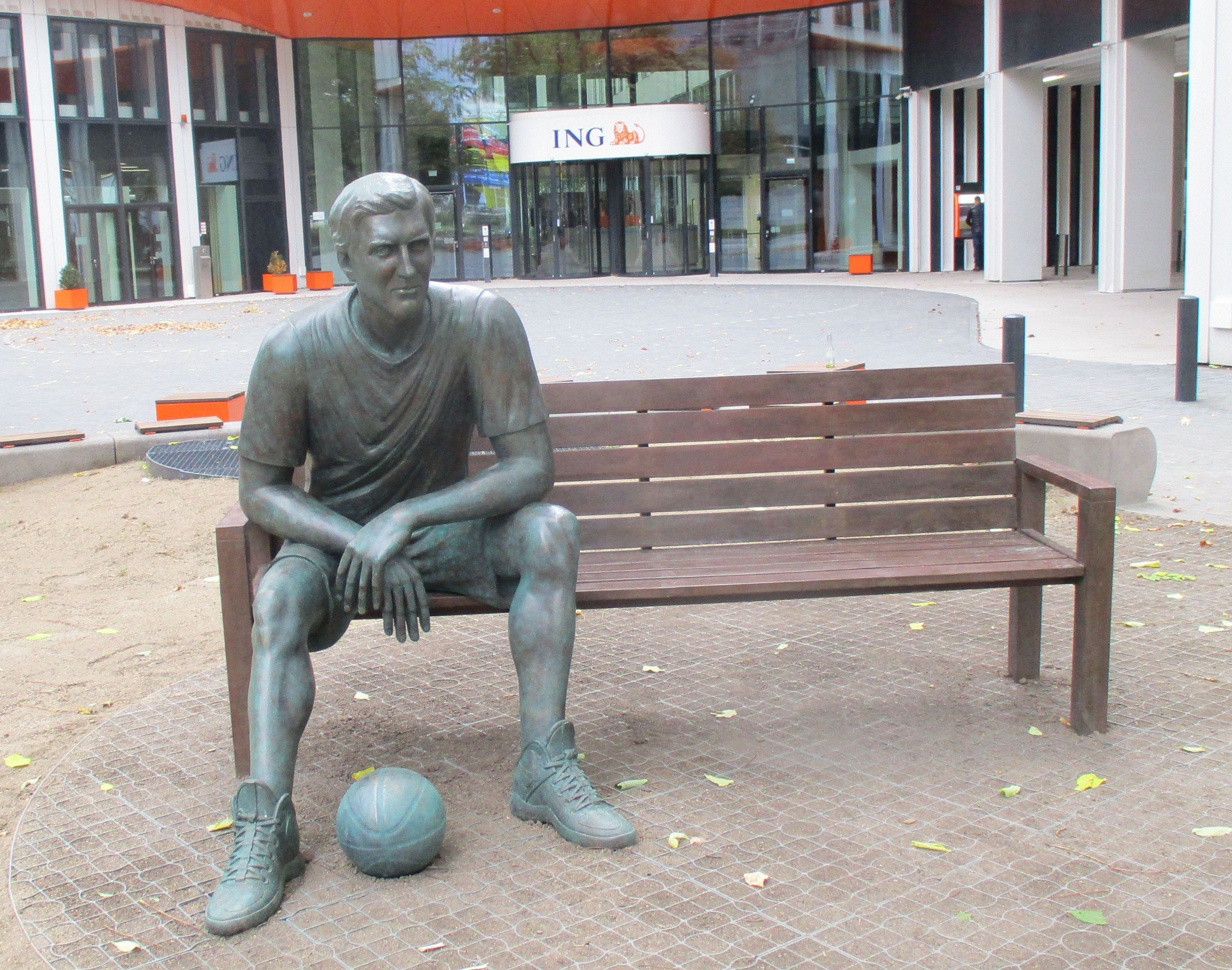
Dirk-Nowitzki-Statue en Francfort

- Une statue à l'effigie de Nowitzki en train d'effectuer un shoot est inaugurée en décembre 2022 aux abords de l'American Airlines Center, la salle des Mavericks de Dallas[104].

- Une statue de Dirk-Novitzki faite de bronze a été dévoilée le 12 octobre 2023 en reconnaissance des activités publicitaires à long terme de Nowitzki par le PDG de ING-l'Allemagne en présence de Nowitzki à Francfort-sur-le-Main. La statue est montrée d'un côté assis sur un banc en bois. La position sur le banc inviterait les passants - à prendre de la place à côté de l'athlète[105].

## Records personnels
Les records personnels de Dirk Nowitzki, officiellement recensés par la NBA sont
| Type de statistique        | Saison régulière | Saison régulière                        | Saison régulière                 | Playoffs | Playoffs                                     | Playoffs                   |
| Type de statistique        | Record           | Adversaire                              | Date                             | Record   | Adversaire                                   | Date                       |
| -------------------------- | ---------------- | --------------------------------------- | -------------------------------- | -------- | -------------------------------------------- | -------------------------- |
| Points                     | 53               | Rockets de Houston                      | 2 décembre 2004                  | 50       | Suns de Phoenix                              | 1er juin 2006              |
| Paniers marqués            | 17               | Suns de Phoenix Thunder d'Oklahoma City | 4 décembre 2008 13 décembre 2008 | 16       | Trail Blazers de Portland                    | 19 avril 2003              |
| Paniers tentés             | 34               | Bulls de Chicago Bobcats de Charlotte   | 7 février 2009 12 décembre 2009  | 28       | Kings de Sacramento                          | 11 mai 2002                |
| Paniers à 3 points réussis | 8                | @ SuperSonics de Seattle                | 27 janvier 2004                  | 5        | 3 fois                                       |                            |
| Paniers à 3 points tentés  | 15               | @ Hawks d'Atlanta @ Heat de Miami       | 12 janvier 2002 22 décembre 2017 | 10       | Jazz de l'Utah @ Grizzlies de Memphis        | 1er mai 2001 29 avril 2006 |
| Lancers francs réussis     | 21               | Rockets de Houston                      | 2 décembre 2004                  | 24       | Thunder d'Oklahoma City                      | 17 mai 2011                |
| Lancers francs tentés      | 22               | Rockets de Houston                      | 2 décembre 2004                  | 24       | Spurs de San Antonio Thunder d'Oklahoma City | 13 mai 2006 17 mai 2011    |
| Rebonds offensifs          | 7                | Magic d'Orlando                         | 18 janvier 2001                  | 8        | Suns de Phoenix                              | 24 mai 2006                |
| Rebonds défensifs          | 21               | Kings de Sacramento                     | 23 février 2002                  | 19       | Spurs de San Antonio                         | 19 mai 2006                |
| Rebonds totaux             | 23               | Celtics de Boston                       | 21 février 2002                  | 21       | Spurs de San Antonio                         | 19 mai 2006                |
| Passes décisives           | 12               | Bucks de Milwaukee                      | 6 février 2008                   | 9        | Kings de Sacramento                          | 13 mai 2003                |
| Interceptions              | 9                | @ Rockets de Houston                    | 7 mars 2004                      | 6        | @ Spurs de San Antonio                       | 14 mai 2001                |
| Contres                    | 7                | @ Nuggets de Denver                     | 6 janvier 2006                   | 5        | @ Kings de Sacramento @ Rockets de Houston   | 18 avril 2004 5 mai 2005   |
| Balles perdues             | 8                | Suns de Phoenix                         | 5 mars 2002                      | 7        | @ Thunder d'Oklahoma City                    | 21 mai 2011                |
| Minutes jouées             | 57               | Suns de Phoenix                         | 14 mars 2007                     | 58       | @ Kings de Sacramento                        | 10 mai 2003                |

- Double-double : 441 en saison régulière ; 75 en playoffs = 516 en carrière.
- Triple-double : 2.

## Salaires
| Année       | Équipe | Salaire       |
| ----------- | ------ | ------------- |
| 1998-1999   | Dallas | 1 472 640 $   |
| 1999-2000   | Dallas | 1 583 040 $   |
| 2000-2001   | Dallas | 1 693 560 $   |
| 2001-2002   | Dallas | 2 157 595 $   |
| 2002-2003   | Dallas | 10 067 750 $  |
| 2003-2004   | Dallas | 11 326 219 $  |
| 2004-2005   | Dallas | 12 584 688 $  |
| 2005-2006   | Dallas | 13 843 156 $  |
| 2006-2007   | Dallas | 15 101 625 $  |
| 2007-2008   | Dallas | 16 360 094 $  |
| 2008-2009   | Dallas | 18 077 904 $  |
| 2009-2010   | Dallas | 19 795 714 $  |
| 2010-2011   | Dallas | 17 278 618 $  |
| 2011-2012   | Dallas | 19 092 873 $  |
| 2012-2013   | Dallas | 20 907 128 $  |
| 2013-2014   | Dallas | 22 721 381 $  |
| 2014-2015   | Dallas | 7 974 482 $   |
| 2015-2016   | Dallas | 8 333 334 $   |
| 2016-2017   | Dallas | 25 000 000 $  |
| 2017-2018   | Dallas | 5 000 000 $   |
| 2018-2019   | Dallas | 5 000 000 $   |
| Total Gains |        | 255 371 801 $ |

## Pour approfondir